# Елізабет Блаунт
Елі́забет Бла́унт (англ. Elizabeth Blount; близько 1502—1539/1541), відоміша як Бе́ссі Бла́унт (англ. Bessie) — фаворитка короля Англії Генріха VIII, мати його позашлюбного сина Генрі Фіцроя. Попри своє походження, він довгий час вважався можливим спадкоємцем англійського престолу.

## Біографія
Елізабет була донькою сера Джона Блаунта і Кетрін Першелл, фрейліни Катерини Арагонської. Вона з'явилася при дворі короля Генріха VIII приблизно у 1512 році і була включена до свити королеви Катерини.
Про її юність відомо небагато. Вона була красунею і, за словами укладача хронік, «дівицею, яка в співі, танці та у всіх інших різновидах проведення дозвілля перевершувала всіх інших». Портрети Елізабет не збереглися. Завдяки зовнішності, навичкам співу і танцю вона незабаром привернула увагу Генріха VIII, який цінував подібні якості. Різдвяний бал-маскарад 1514 року Бессі Блаунт відкривала в парі з королем. На відміну від інших захоплень Генріха, його зв'язок з Блаунт був довгим — тривав близько восьми років.

### Мати королівського сина

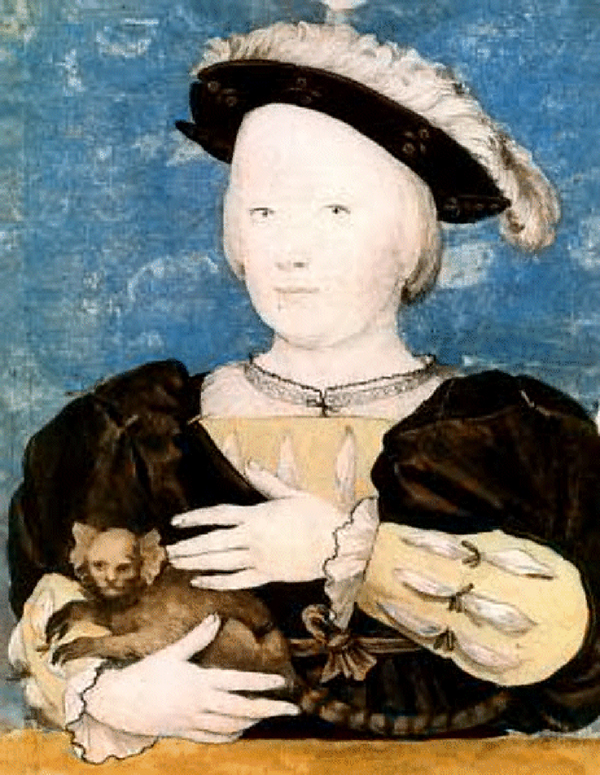
Генрі Фіцрой, 1-й герцог Ричмонд
Ганс Гольбейн молодший, близ. 1525

Коли стало відомо про вагітність фаворитки, кардинал Волсі, за наказом короля, відправив її до монастиря Святого Лаврентія в Блекморі, графство Ессекс, де 15 червня 1519 року Бессі Блаунт народила сина Генрі, що отримав прізвище Фіцрой. Генріх офіційно визнав його своїм сином. Хрещеним батьком Генрі Фіцроя став кардинал Томас Волсі, лорд-канцлер Генріха VIII. 7 червня 1525 року Фіцрой був посвячений в кавалери ордена Підв'язки, а 18 червня його проголосили пером і король подарував хлопчикові титули герцога Ричмонда і Сомерсета та графа Ноттінгема, що традиційно призначалися для принців крові. У тому ж році йому було даровано звання лорда-адмірала Англії, Ірландії, Уельса, Нормандії, Гасконії і Аквітанії, а також безліч інших посад. Генріх будував плани відносно проголошення Фіцроя королем Ірландії, а присвоєнням йому почесних титулів було підготовкою до цього.
Близько 1522 року король охолов до Блаунт — у нього почався роман із Марією Болейн. У тому ж році Томас Волсі організував шлюб Елізабет Блаунт із Гілбертом Телбойсом, 1-м бароном Каймом. У шлюбі Елізабет народила троє дітей:
- Джордж Телбойс, 2-й барон Кайм
- Роберт Телбойс, 3-й барон Кайм
- Елізабет Телбойс, 4-а баронеса Кайм (померла близ. 1563 року[6]).

Після весілля Елізабет Блаунт майже не бувала при дворі.

### Останні роки
18 червня 1536 року від сухот помер Генрі Фіцрой. Ще раніше, в 1530, помер Гілберт Телбойс. Елізабет Блаунт вступила в другий шлюб — з Едвардом Клінтоном Файнсом, 1-м графом Лінкольном, ймовірно, в 1533 або 1535 році. В шлюбі народила ще трьох доньок:
- Бриджет Клінтон (* близ. 1536[7])
- Кетрін Клінтон (близ. 1538 — †14 серпня 1621[8])
- Маргарет Клінтон (* близ. 1539[9]).

Через деякий час Елізабет з'явилася при дворі як фрейліна четвертої дружини Генріха VIII, Анни Клевської, але незадовго до анулювання їх шлюбу покинула службу через проблеми зі здоров'ям. Вона повернулася в маєток свого чоловіка, де незабаром померла, як припускають, від сухот.

## Образ в мистецтві
- Портрети Елізабет не збереглися.
- У драматичному телесеріалі «Тюдори» телеканала Showtime Бессі Блаунт з'являється як другорядна персонажка в кількох епізодах. Її роль виконує Рута Гедмінтас.